# Winfield (Texas)
Winfield è una città degli Stati Uniti d'America, situata nello Stato del Texas, nella Contea di Titus.